# Maria Ormani
Maria Ormani, född 1428, död cirka 1470, var en medeltida italiensk bokmålare.
Hennes självporträtt från 1453 är det första självporträttet av en kvinnlig konstnär i Italien.